# شاكرا

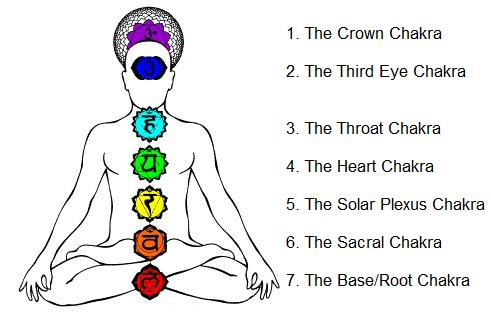
الشاكرات الملونة مع الشرح

الشاكرا ((بالسنسكريتية: चक्रं)‏ تلفظ سنسكريتي: [ˈtʃəkrə̃]، ‏[ˈtʃəkrə] بالهندية; وبالبالية: جاكا चक्क, وبالتايلندية: จักระ، وبالتاميلية: சக்கரம்، وبالصينية: 轮، وبالتبتية: འཁོར་ལོ་ خورلو). هو مفهوم مأخوذ من النصوص الهندوسية ويستخدم في طقوس وممارسات هندوسية، والكلمة أصلها من اللغة السنسكريتية وتعني (العجلة أو الدوران) ويوافقها بالعربية كلمة المقامات.
ويعزو مفهوم الشاكرا وفقا للطب الهندي التقليدي إلى الدوامات التي تشبه العجلة والتي يعتقد بوجودها على سطح مزدوج إثيري للرجل. ويطلق على الشاكرات «مراكز القوة» أو جدلات الطاقة تتخلل من نقطة على الجسم المادي، فتتشكل بازدياد طبقات من الأجسام الرقيقة على شكل مروحة. وتعتبر الدوامات الدوارة للمادة الرقيقة بؤر لاستقبال ونقل الطاقات. فالأنظمة المختلفة تطرح عددا من الشاكرات؛ لكن النظام الأشهر في الغرب هو سبعة شاكرات.
ويكون التصوير النموذجي للشاكرات إما على شكل زهرة أو عجلة. في السابق كانت «بتلات» تظهر حول محيط الدائرة، ولكن بعد ذلك قسم العاملون عليها الدائرة إلى فصوص تجعل الشاكرا تشبه العجلة. كل شاكرا لديها عدد معين من الفصوص أو البتلات.
وتصف نصوص اللاحقة للأوبانشاد بعودة الشاكرات، مثال على ذلك أوبانشاد يوغا الكونداليني.

## التعريفات

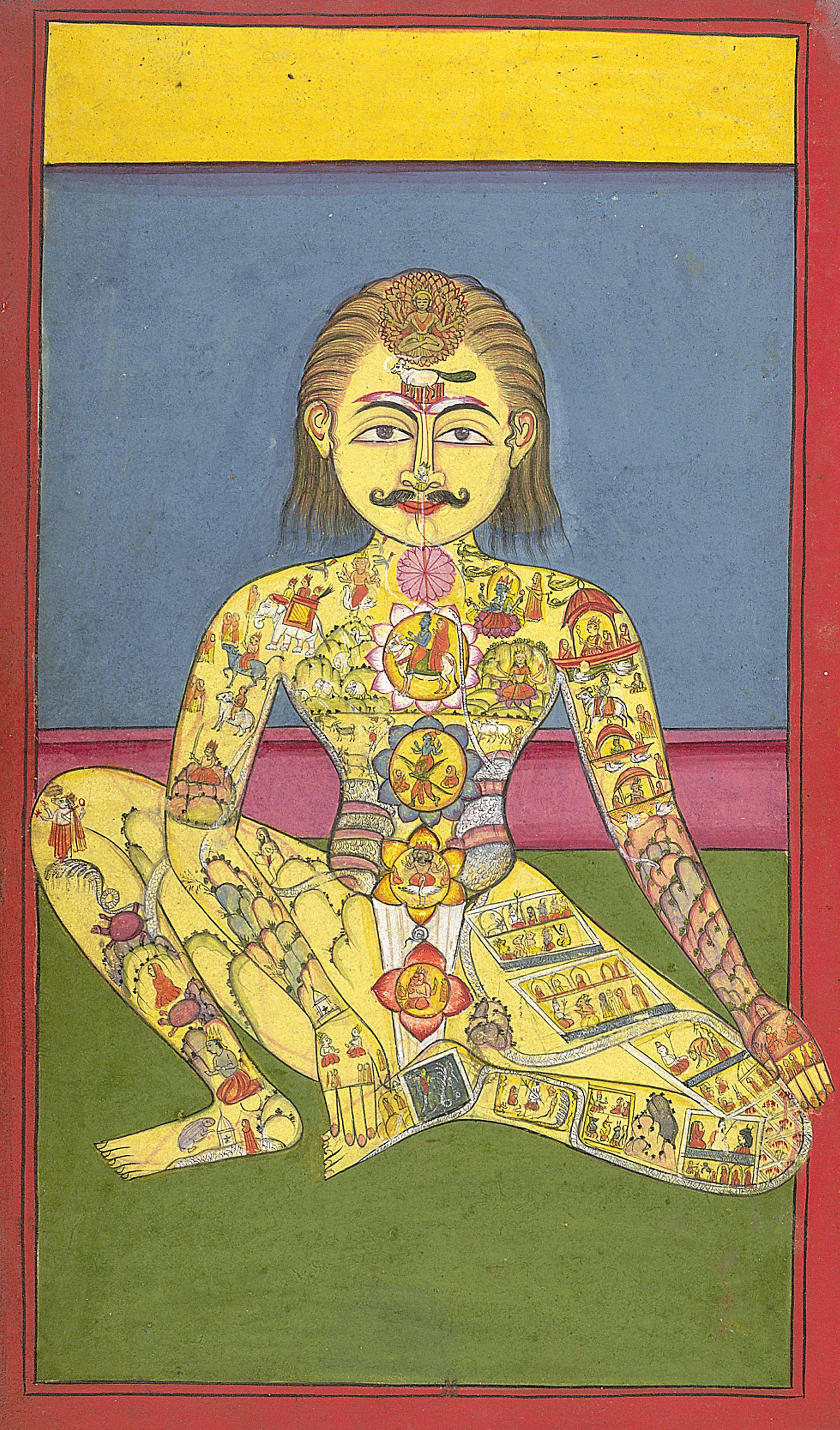
سبتا شاكرا أو الشاكرات السبع، من مخطوطة لليوغا بلغة براج بهاسا في 118 صفحة (1899).

بالرغم من تعدد التفسيرات لماهية الشاكرات، إلا أن لديها ميزات مشتركة في جميع النظم:
- أنها تشكل جزءا من مكنون طاقة رقيقة إلى جانب قنوات أو أنهر الطاقة المسماة نادي وأيضا تيارات رقيقة تسمى برانات.
- أنها موجودة في النادي (النهر) الرئيسي والمسمى سوشومنا، والذي يسير إما داخل العمود الفقري أو بجانبه.
- وهناك ناديان آخران وهما إيدا وبنغالا يجريان خلال الشاكرات وبجوار السوشومنا، وأحيانا يقطعونها في مكان الشاكرات
- لدى الشاكرات عدد معين من 'الفصوص' أو 'البتلات'. وفي بعض التقاليد مثل التبتية فإن تلك الفصوص تتفرع إلى الآلاف من الأنهر أو النوادي والتي تنتشر خلال الجسم البشري.
- ترتبط عادة مع مقطع صوتي لكلمة الطاقة منترا، وغالبا مايكون معها تشكيلة ألوان.

وقد وصف أحد البراهما الشاكرا كالتالي:

هي أشبه بمحطة طاقة في طريقة انتاجها وتخزين الطاقة، وقد تصبح تلك النقاط أكثر قوة عند سحبها طاقة الكون. فالنوادي -الأنهار- الرئيسية: إيدا وبنغالا وسوشومنا (الأجهزة العصبية الودي واللاودي والمركزي) تسير داخل العمود الفقري في مسار منحني ويتقاطعون مع بعضهم البعض عدة مرات، وتشكل تلك نقاط التقاطع مراكز طاقة قوية تعرف باسم الشاكرات. وهناك ثلاثة أنواع من مراكز الطاقة في جسم الإنسان، شاكرات سفلى أو حيوانية في المنطقة الواقعة بين أصابع القدمين والحوض وتشير إلى نشاة أصولنا في المملكة الحيوانية، والشاكرات البشرية وتقع على طول العمود الفقري، وأخيرا الشاكرات العليا الموجودة بين الجزء العلوي من العمود الفقري وتاج الرأس.

وقد أعطت أنوديا جوديث تفسيرا حديثا للشاكرات:

يعتقد أن الشاكرا هي مركز لنشاط يستقبل ويستوعب ويعبر عن قوة طاقة الحياة. فترجمة كلمة شاكرا الحرفية هي عجلة أو قرص وترمز إلى المحيط الدوار لنشاط طاقة بيولوجية منبثقة عن العقد العصبية الرئيسية المتفرعة أمام العمود الفقري. وهناك ستة من هذه العجلات مكدسة في عامود للطاقة يمتد من قاعدة العمود الفقري إلى وسط الجبهة، أما العجلة السابعة فتكمن فيما وراء النطاق المادي. وتلك الشاكرات الست الرئيسية التي ترتبط مع حالات أساسية لسمو الوعي...

أما سوزان شومسكي فقد اعطت فكرة مقاربة:

يعتقد بأن كل شاكرا في العمود الفقري لها تأثير أو حتى تنظم وظائف الأعضاء القريبة من منطقتها في العمود الفقري. وبما أن التشريح لا يمكنه أن يكشف عن الشاكرات، لذا فإن معظم الناس يعتقدون انها نوع من الخيال الخصب. مع ذلك فوجودها قد وثق جيدا في تقاليد الشرق الأقصى..

إذن فالشاكرات كما وصفت سابقا هي مراكز طاقة على العمود الفقري وتقع على التفرعات الرئيسية للجهاز العصبي البشري، حيث تبدأ من قاعدة العمود الفقري متجهة صعودا إلى أعلى الجمجمة وتمر خلال 3 قنوات طاقة رئيسية، وهي سوشومنا وإيدا وبنغالا. تعتبر الشاكرات نقطة التقاء أو رابطة [الإنجليزية] طاقة [الإنجليزية] الفيزياء الحيوية أو البرانا لجسم الإنسان. وحددت شومسكي بأن «البرانا هو المكون الأساسي للجسم الخفي وهو حقل طاقة ونظام شاكرا متكامل... مفتاح الحياة ومصدر طاقة الكون».
الشاكرات السبع الأساسية التالية حسب وصفها العام:
1. مولادارا ((بالسنسكريتية: मूलाधार)‏، بالتايلندي: มูลาธาระ) وهي الشاكرا الجذر أو القاعدة (المبايض/بروستاتا)
2. سفاديستانا (سنسكريتية: स्वाधिष्ठान، بالتايلندي: สฺวาธิษฺฐานะ) شاكرا العجز (عظم العجز في العمود الفقري)
3. مانيبورا (سنسكريتية: मणिपूर، بالتايلندي: มณีปูระ) شاكرا الضفيرة الشمسية (منطقة السرة)
4. اناهاتا ((بالسنسكريتية: अनाहत)‏, بالتايلندي: อนาหะตะ) شاكرا القلب (منطقة القلب)
5. فيشودا ((بالسنسكريتية: विशुद्ध)‏, بالتايلندي: วิศุทฺธะ) شاكرا الحنجرة (منطقة الحنجرة والرقبة)
6. اجنا ((بالسنسكريتية: आज्ञा)‏, بالتايلندي: อาชฺญา) شاكرا الحاجب أو العين الثالثة (الغدة الصنوبرية أو العين الثالثة)
7. ساهاسرارا ((بالسنسكريتية: सहस्रार)‏, بالتايلندي: สหัสฺราระ) شاكرا التاج (قمة الرأس; نقطة لينة لحديثي الولادة)
8. منير سان (قالب:كخ-ىه, بالتايلندي: สสฺราระ) شاكرا الموت (مجموع الشكر السبع; عندما تفتح)

الشاكرات
مولادارا
سفاديستانا
مانيبورا
اناهاتا
فيشودا
اجنا
ساهاسرارا

### قائمة الشاكرات
| صورة الشاكرا | الاسم                  | السنسكريتية | الترجمة                          | الموقع                          | عدد بتلات اللوتس | لون الشاكرا               | الوصف                                                                                               |
| ------------ | ---------------------- | ----------- | -------------------------------- | ------------------------------- | ---------------- | ------------------------- | --------------------------------------------------------------------------------------------------- |
|              | ساهاسرارا: شاكرا التاج | सहस्रार       | "ألف بتلة"                       | التاج                           | 1000             | متعدد الألوان أو البنفسجي | تقع فوق تاج الرأس، ويمثلها اللون البنفسجي وترتبط بالحكمة الداخلية والروحانيات.                      |
|              | أجنا: العين الثالثة    | आज्ञा         | الحكمة، الوعي، الهيمنة           | بين الحاجبين                    | 2                | نيلي                      | تقع وسط الجبهة، ويمثلها اللون الأزرق وترتبط بعملية التفكير والحدس.                                  |
|              | فیشودا: شاكرا الحلق    | विशुद्ध        | النقاء، التطهير                  | الحلق                           | 16               | أزرق                      | تقع بالقرب من الحلق والرقبة، ويمثلها اللوز الأزرق الشاحب «اللبنى» وترتبط بالتعبيرات.                |
|              | أناهاتا: شاكرا القلب   | अनाहत        | الصوت غير المضطرب، لاتضر ولاتهزم | القلب                           | 12               | أخضر                      | تقع وسط الصدر، ويمثلها اللون الأخضر أو الوردي وترتبط بالمودة والرحمة.                               |
|              | مانيبورا               | मणिपूर        | مدينة الجواهر                    | فم المعدة، السرة                | 10               | أصفر                      | تقع بالقرب من فم المعدة، ويمثلها اللون الأصفر وترتبط بالجهاز الهضمي والتنفس.                        |
|              | سفادیستانا             | स्वाधिष्ठान      | حيث يتم تأسيس الذات              | جذر الأعضاء الجنسية، أسفل البطن | 6                | برتقالي                   | تقع أسفل البطن ويمثلها اللون البرتقالي وترتبط باللوم والشعور بالذنب.                                |
|              | مولادارا               | मूलाधार        | الجذر                            | قاعدة العمود الفقري             | 4                | أحمر                      | تقع بالقرب من قاعدة العمود الفقري ويمثلها اللون الأحمر وترتبط باحترام الذات والبقاء على قيد الحياة. |

بالإضافة إلى تلك الشاكرات، فقد ظهرت افتراضات بوجود شاكرات أخرى، فقد ذكر بي كي أس اينجار أن هناك شاكرتي ماناس (العقل) وصوريا (الشمس) وهما بين السرة والقلب، وأن في قمة الجبهة توجد شاكرا لالاتا. وفي تقليد التانترا التبتية يوجد دولاب ناري بين القلب والحنجرة ودولاب الريح على الجبهة وتحت السرة، وتوجد لديهم ثلاث شاكرات بدلا من سفاديستانا ومولادارا، ومقر العجلة السرى يبعد أربع أصابع تحت السرة، أما عجلة جوهرة فتوجد على الجهاز الجنسي، وأصغر نقطة من الجهاز الجنسي هي الشاكرا الأخيرة حيث تنتهي القناة الوسطى. وفي المدارس الأخرى مثل مدرسة بيهار لليوغا فقد أضافوا شاكرا بندو التي هي خلف الرأس وحيث يتم تخزين الرحيق الإلهي المسمى عمريت، ومكان شاكرا لالاتا في سطح الفم، ومكان شاكرا هريت أسفل القلب.
العديد من المدارس التقليدية تفترض عددا من الشاكرات العلوية في الرأس، وتبدأ من الأدنى إلى الأعلى كالتالي: جولاتا، تالو/تالانا/لالانا، أجنا، تالاتا/لالاتا، ماناس، سوما، ساهاسرارا (وشاكرا سري بداخلها).

## النماذج
دراسة الشاكرات هو جزء من عدة تقاليد فلسفية وروحية، إضافة إلى العديد من العلاجات والتدريبات. ونظرية الشاكرات في الأعراف الشرقية هو جزء أساسي من التانترا الهندوسية والبوذية، وأنها تلعب دورا هاما في تحقيق المستويات العميقة للإدراك. فكلا من اليوغا وبراناياما والوخز بالابر وشايتسو وتاي تشي وتشي كونغ تركز على تحقيق التوازن بين حيوية نهر النادي وخطوط الطول الطاقة التي تشكل جزءا لا يتجزأ من نظام الشاكرا.
أما في الغرب فقد اكتشفت طاقة الشاكرات الخفية خلال ممارسات كطب الروائح والتردد بكلمات الطاقة منترا والريكي وتدريب وضع اليد والعلاج بخلاصات الزهور والراديونكس وعلاج بالموسيقى والعلاج بالأضواء الملونة والعلاج بالكريستال.

### تنترا هندية

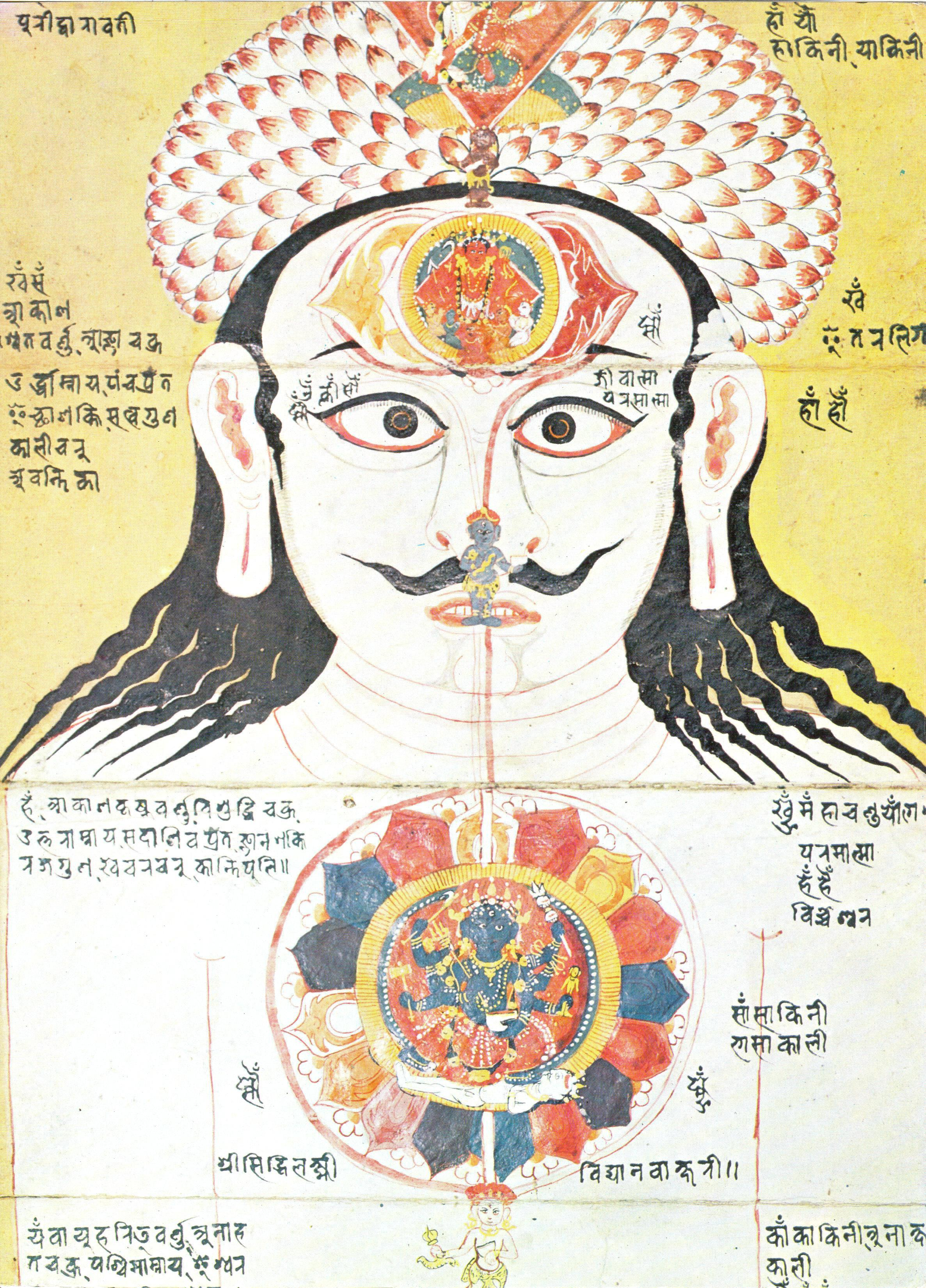
آلاف البتلات لشاكرا التاج وبتلتين لشاكرا الجبهة وست عشرة بتلة لشاكرا الحلق (نيبال، القرن السابع عشر)

يعتبر مفهوم الشاكرات في الهندوسية جزءا من أفكار معقدة مرتبطة بالتشريح الروحاني. ويوجد أغلب تلك الأفكار في نصوص تسمى أجاما أو ممارسات تنترا. فالشاكرات في تلك النصوص وصفت بأنها طاقة منبثقة من الروحانية تتحول بالتدريج إلى شيء ملموس ومكونة مستويات مختلفة للشاكرات، وتلك الطاقة ترقد في الشاكرا مولادارا. وبذا فإنها تشكل جزءا من نظرية الانبثاق شأنها في ذلك شأن قبالاة عند اليهود واللطائف الست عند الصوفية أو الأفلاطونية الجديدة. وتسمى تلك الطاقة التي تحررت عند انشائها باسم الكونداليني، حيث تكون ملتفة حول نفسها ونائمة عند قاعدة العمود الفقري. لذا فالغرض من يوغا التنترا أو يوغا الكونداليني هو إثارة تلك الطاقة، مما يسبب بصعودها رأسيا خلال الشاكرات الخفية حتى تصل إلى شاكرا التاج أو ساهاسرارا التي هي مسؤولة عن الجسم الروحي واتصالنا مع السماء.
توجد عدة اختلافات على تلك المفاهيم في مصادر النصوص السنسكريتية. ففي النصوص السابقة كانت هناك طرق مختلفة للشاكرات والنوادي مع اختلاف الارتباط بينهم. فالمصادر التقليدية المختلفة أعطت قائمة من 5، 6، 7، 8 شاكرات وقد تصل إلى 12 شاكرا. مع مرور الوقت أصبح نظام 6 أو 7 شاكرات على طول محور الجسم هو النموذج السائد والذي اعتمدته معظم مدارس اليوغا. ربما تكون نشأة هذا النظام حوالي القرن الحادي عشر ميلادي، ثم وبسرعة أصبح يحظى بشعبية واسعة.
في هذا النموذج فإن دور الشاكرات المحوري هو رفع الكونداليني فيخترق مختلف المراكز، مكونا مستويات مختلفة من الإدراك فينتج عنه الحصول على أشكال متعددة من السدي أو قوى غامضة حتى تصل إلى تاج الرأس وهي مرحلة الروحانية. أساليب رفع الكونداليني هي عموما سرية، ولكن هناك عدة أساليب قد نشرت في الزمن الحالي. فمثلا: مدرسة يوغا بيهار تبدأ بعدد من ممارسات تمهيدية مثل الأسانات والبراناياما لتنقية النوادي والقنوات، ثم بعض الممارسات والتأملات المحددة لكل شاكرا، وأخيرا ترتفع الكونداليني خلال كرياخاص بها والتي تنتهي برؤية النفس السببية.

### فاجرايانا (تنترا بوذية)
تلعب النظرية التبتية للشاكرات دورا مهما في جميع تانترا اليوغا القصوى، حيث أن لها دورا محوريا في جميع ممارسات مرحلة الاكتمال (على عكس ممارسات مرحلة النشئ) حيث يتم محاولة جمع رياح الجسد اللطيفة إلى داخل القناة المركزية لإدراك الشفافية في النعيم والتجرد.
يوضح النظام التبتي أن بداية القناة المركزية تكون عند نقطة العين الثالثة فتنعطف إلى تاج الرأس ثم تنزل مباشرة إلى الأسفل حتى طرف العضو الجنسي. وتسير القناتين المتجاورتين بالتوازي مع المركزية دون أي مساحة بينهما، حيث يبدآن من فتحتي الخياشيم: فالقناة القمرية تنتهي عند العضو الجنسي والقناة الشمسية بفتحة الشرج. وتتمركز 10 شاكرات على طول القناة المركزية، منها اربع أو خمس قدمت بأنها مهمة. وهي تقع في الأماكن التالية:
1. العين الثالثة وتقع بين الحواجب.
2. عجلة أو شاكرا الريح وتقع في الجبهة.
3. عجلة التاج وتقع في قمة الرأس.
4. عجلة الحنجرة.
5. عجلة النار بين الحنجرة والقلب.
6. عجلة القلب.
7. عجلة السرة.
8. العجلة المعدة أو السرية وتقع أربع اصابع تحت السرة.
9. عجلة الجوهرة بالقرب من طرف العضو الجنسي.
10. وعجلة على طرف العضو الجنسي.

وتمر القنوات خلالهم بالتوازي، ولكن عند السرة والحنجرة والقلب والتاج فإن قنوات الجانبين تلتف حول القناة المركزية. فهناك عقدة مزدوجة على شاكرات الحنجرة والسرة والتاج بسبب التفاف كلا من قناتي الجانب مرة واحدة حول قناة مركزية. وفي عجلة القلب هناك عقدة سداسية، حيث كل قناة جانبية تلتف حولها ثلاث مرات. فالجزء المهم في ممارسة مرحلة الاكتمال يساهم في تخفيف وحلحلة تلك العقد.
ويظهر خلال الشاكرات 'قطرات لطيفة'. فالقطرة البيضاء تظهر في في التاج، أما الحمراء فموجودة في السرة، وفي القلب تظهر القطرة حمراء وبيضاء غير قابل للتلف، والتي لاتترك الجسم إلا عند وفاته. وبالإضافة إلى ذلك فكل شاكرا لها عدد من العصي أو البتلات التي تتفرع إلى آلاف من القنوات الخفية تمر على أنحاء الجسم.
عند اختلال التوازن الحيوي بين الشاكرات تصبح نتيجته هو شعور شبه دائم من عدم الارتياح. فعندما تستفز شاكرا القلب، فإن الناس تفقد الاتصال بالمشاعر والأحاسيس مما يولد شعورا بعدم الارتياح، وهذا يؤدي إلى البحث خارجا عن الكمال.
عندما يعتمد الناس على عقولهم فإن المشاعر تصبح ثانوية، بل تكون ترجمة للصور الذهنية التي يتم تغذيتها مرة أخرى إلى الفرد. ولكن عندما يركز الوعي على ذكريات التجارب الماضية وينطق الذهن فإن دفق الطاقة المتجهة إلى شاكرا الرأس يزداد ويقل دفق الطاقة إلى شاكرا القلب. وعندما تستقر شاكرا الحلق وتتوزع الطاقة بالتساوي بين شاكرات الرأس والقلب فإن الشخص يصبح قادرا على أن يمس الحواس فعليا وأن يلامس المشاعر الحقيقية.